# Major Péter (matematikus)
Major Péter (Budapest, 1947. október 26. –) magyar matematikus, egyetemi tanár, a Magyar Tudományos Akadémia rendes tagja. Kutatási területe a valószínűségszámítás, a matematikai statisztika, a statisztikus fizika és az ezeken belüli problémákban megjelenő analízisproblémák vizsgálata.

## Életpályája
Középiskolai tanulmányait a budapesti Fazekas Mihály Gimnáziumban végezte, ahol többek között olyan későbbi kiváló matematikusok osztálytársa volt, mint Lovász László, Laczkovich Miklós vagy Pósa Lajos. 1966-ban iratkozott be az Eötvös Loránd Tudományegyetem Természettudományi Kar matematikus szakára, ahol 1971-ben szerzett diplomát. Ezt követően az MTA Matematikai Kutatóintézete (ma: MTA Rényi Alfréd Matematikai Kutatóintézet) munkatársa, ahol a kutatóintézeti ranglétrát végigjárva tudományos tanácsadóvá, később kutatóprofesszorrá nevezték ki. Emellett 1995-ben a debreceni Kossuth Lajos Tudományegyetemen (2000-től Debreceni Egyetem) egyetemi tanárrá nevezték ki, ahol az Informatikai Karon oktat. Magyarországi állásain kívül egy évig a Göttingeni Egyetem vendégprofesszora volt. 1999 és 2002 között Széchenyi professzori ösztöndíjjal kutatott.
1978-ban védte meg a matematikai tudomány kandidátusi, 1989-ben akadémiai doktori értekezését, az MTA Matematikai Tudományos Bizottságának és a Debreceni Akadémiai Bizottságnak lett tagja. 2004-ben a Magyar Tudományos Akadémia levelező, 2013-ban rendes tagjává választották. Akadémiai tevékenységén túl a Bolyai János Matematikai Társulat választmányi tagjaként is tevékenykedik. Több mint ötven tudományos értekezés szerzője vagy társszerzője, többek között Révész Pállal, Ronald Dobrusinnal és Rejtő Lídiával dolgozott együtt.

## Díjai, elismerései
- Grünwald Géza-díj (1976)
- Alexits György-díj (1985)
- Akadémiai Díj (1986)
- Rényi Alfréd-díj (1995)

## Főbb publikációi
- An approximation of partial sums of independent RV's, and the sample DF. II (társszerző, 1976)
- The approximation of partial sums of independent R.V.s (társszerző, 1976)
- On the invariance principle for sums of independent identically distributed random variables (1978)
- Non-central limit theorems for non-linear functionals of Gaussian fields (Roland Dobrusinnal, 1979)
- An improvement of Strassen's invariance principle (1979)
- Multiple Wiener-Itô Integrals: With Applications to Limit Theorems (1981)
- Central limit theorems for non-linear functionals of Gaussian fields (társszerző, 1983)
- Strong embedding of the estimator of the distribution function under random censorship (Rejtő Lídiával, 1988)
- Poisson law for the number of lattice points in a random strip with finite area (1992)
- Almost sure functional limit theorems (1998, 2000)
- A majdnem biztos invariancianyelv és annak mélyebb háttere (2001)
- An estimate on the supremum of a nice class of stochastic integrals and U-statistics (2006)